# Silvia Domínguez
Silvia Domínguez Fernández (Montgat, 31 de janeiro de 1987) é uma basquetebolista profissional espanhola que atualmente joga pelo Perfumarias Avenida na Liga Espanhola de Basquetebol. A atleta possui 1,67m e joga na posição armadora.

## Carreira
Dominguez integrou Seleção Espanhola de Basquetebol Feminino, na Rio 2016, conquistando a medalha de prata.